# 锕
錒是一種化學元素，其化學符號为Ac，原子序89，位居錒系元素之首。錒是一種柔軟且十分活潑的銀白色金屬，具強放射性，在空氣中會迅速與氧氣和水氣反應，且在表面形成具保護性的白色氧化層。和大部份鑭系元素及重錒系元素一樣，錒最常見的氧化態是+3，化學性質也和鑭系元素十分相似。
錒發現于1899年，是首個分離出來的非原始元素。雖然釙、鐳和氡比錒更早被發現，但是科學家直到1902年才分離出這些元素。
錒具有強放射性，最穩定的同位素是227Ac，會進行β衰變，半衰期為21.772年。由於缺乏長壽命的同位素，自然界中僅有痕量的錒出現在鈾礦石當中，以227Ac為主，為235U的衰變產物。每一噸鈾礦石約含0.2毫克的錒元素。由於錒和鑭的化性與物性過近，因此要從礦石中分離出錒元素並不現實。科學家則是在核反應爐中以中子照射鐳-226來生產錒的。
錒因為稀少、昂貴，且具強放射性，所以沒有太大的工業用途。目前錒被用作中子源，以及在放射線療法中作為輻射源。

## 歷史
法國化學家安德烈-路易·德比埃爾內在1899年宣佈發現新元素。在瑪莉·居禮和皮埃爾·居禮從瀝青鈾礦中分離出鐳之後，德貝爾恩接著從殘留物中再分離出這一新元素。他認為該元素與鈦和釷相似，並將其命名為「actinium」。德國化學家弗裡德里希·奧斯卡·吉塞爾則在1902年獨立發現了錒元素。他認為錒與鑭相似，並在1904年將其命名為「emanium」。科學家在比較德貝爾恩所得出的半衰期數據後，決定依最早發現者的意願把該元素正式定名為「actinium」。
錒的原文名稱「actinium」源自古希臘語中的「ακτίς」、「ακτίνος」（「aktis」、「aktinos」），意為光線。其化學符號為Ac，但Ac也同時是其他化學品的縮寫，如乙酰基、乙酸鹽和乙醛，但錒與這些並無關係。

## 屬性
錒是一種柔軟的銀白色放射性金屬。其剪切模量估計與鉛相近。錒的放射性很強，它放射出的高能粒子足以把四周的空氣電離，因而發出暗藍色光。錒的化學屬性與包括鑭在內的鑭系元素相近，因此要將錒從鈾礦石中分離出來十分困難。分離過程一般使用溶劑萃取法和離子層析法。
錒是首個錒系元素。這些元素彼此間的特性比鑭系元素更多元化，因此直到1945年，格倫·西奧多·西博格才提出為元素週期表加入錒系元素。這是自從德米特里·門捷列夫創造元素週期表以來對週期表最大的變動之一。
錒在空氣中會與氧氣、水氣迅速反應，在表面產生白色的保護性氧化層。與大部份鑭系和錒系元素一樣，錒的氧化態通常是+3；Ac3+離子在溶液中無色。錒的電子排布是6d17s2，所以當失去3個電子後，就會形成穩定的閉殼層，與惰性氣體氡一樣。錒的+2態只出現在二氫化錒（AcH2）中。

## 化合物
已知的錒化合物非常少，其中有三氟化錒（AcF3）、三氯化錒（AcCl3）、三溴化錒（AcBr3）、氟氧化錒（AcOF）、氯氧化錒（AcOCl）、溴氧化錒（AcOBr）、三硫化二錒（Ac2S3）、氧化錒（Ac2O3）和磷酸錒（AcPO4）等。這些化合物中锕都具有+3氧化態，且都有相對應的鑭化合物。對應的鑭和錒化合物在晶格常數上的差異不超過百分之十。
| 化學式       | 顏色       | 對稱     | 空間群 | 空間群數 | 皮爾遜符號 | a（pm） | b（pm） | c（pm） | Z | 密度（ g/cm3） |
| ------------ | ---------- | -------- | ------ | -------- | ---------- | ------- | ------- | ------- | - | -------------- |
| Ac           | 銀白色     | fcc      | Fm3m   | 225      | cF4        | 531.1   | 531.1   | 531.1   | 4 | 10.07          |
| AcH2         |            | 立方晶系 | Fm3m   | 225      | cF12       | 567     | 567     | 567     | 4 | 8.35           |
| Ac2O3        | 白色       | 三方晶系 | P3m1   | 164      | hP5        | 408     | 408     | 630     | 1 | 9.18           |
| Ac2S3        |            | 立方晶系 | I43d   | 220      | cI28       | 778.56  | 778.56  | 778.56  | 4 | 6.71           |
| AcF3         | 白色:71    | 六方晶系 | P3c1   | 165      | hP24       | 741     | 741     | 755     | 6 | 7.88           |
| AcCl3        |            | 六方晶系 | P63/m  | 165      | hP8        | 764     | 764     | 456     | 2 | 4.8            |
| AcBr3        | 白色       | 六方晶系 | P63/m  | 165      | hP8        | 764     | 764     | 456     | 2 | 5.85           |
| AcOF         | 白色:87-88 | 立方晶系 | Fm3m   | 225      |            | 593.1   | 593.1   | 593.1   |   | 8.28           |
| AcOCl        |            | 四方晶系 | P4/nmm | 129      |            | 424     | 424     | 707     | 2 | 7.23           |
| AcOBr        |            | 四方晶系 | P4/nmm | 129      |            | 427     | 427     | 740     | 2 | 7.89           |
| AcPO4·0.5H2O |            | 六方晶系 |        |          |            | 721     | 721     | 664     |   | 5.48           |

上表中的a、b和c為晶格常數，Z為每晶胞所含的化學式單元數。密度並非實驗數據，而是從晶體參數中計算得出的。

### 氧化物
在真空中把氫氧化錒加熱至500°C或把草酸錒加熱至1100°C，可製成氧化錒（Ac2O3）。氧化錒的晶體結構與大部份三價稀土金屬的氧化物同型。

### 鹵化物
三氟化錒的合成反應可以在液態或固態下進行。前者在室溫下進行，需將氫氟酸加入含有錒離子的溶液中。後者需對錒金屬施以氟化氫氣體，反應要在700°C下進行，並必須使用全鉑製器材。在900至1000°C下，三氟化錒會和氫氧化銨反應形成氟氧化錒（AcOF）。雖然三氟化鑭在空氣中以800°C燃燒一小時後就可以產生氟氧化鑭，但是類似的方法無法產生氟氧化錒，而是會把三氟化錒熔解。:87–88
AcF3 + 2 NH3 + H2O → AcOF + 2 NH4F
氫氧化錒或草酸錒與四氯化碳在960°C以上溫度反應會產生三氯化錒。同樣，三氯化錒與氫氧化銨在1000°C反應會形成氯氧化錒。但與氟氧化錒不同的是，三氯化錒在氫氯酸溶液中用氨點燃就可以產生氯氧化錒。
溴化鋁與氧化錒反應後，會形成三溴化錒：
Ac2O3 + 2 AlBr3 → 2 AcBr3 + Al2O3
在500°C加入氫氧化銨，可以產生溴氧化錒（AcOBr）。

### 其他化合物
三氯化錒在300°C下經鉀還原後，可形成氫化錒，其結構可從氫化鑭（LaH2）的結構推測而得。該反應中氫的來源不明。:43
在含錒的氫氯酸溶液中加入磷酸二氫鈉（NaH2PO4），會產生白色的半水合磷酸錒（AcPO4·0.5H2O）。草酸錒和硫化氫氣體在1400°C受熱幾分鐘，會產生黑色的硫化錒（Ac2S3）。

## 同位素
錒一共有36種已知同位素，全部都具有放射性。這些同位素的原子量介乎206 u（206
Ac）和236 u（236
Ac）。其中最穩定的有：227
Ac（半衰期為21.772年）、225
Ac（10.0天）和226
Ac（29.37小時）。其餘的同位素的半衰期都小於10小時，大部份甚至小於1分鐘。壽命最短的錒同位素是217
Ac，其半衰期只有69納秒，會進行α衰變和中子捕獲。錒擁有兩個亞穩態（同核異構體）。研究锕的化学性质时会用225Ac、227Ac、228Ac这三种同位素。
自然界中的錒元素主要由227
Ac組成，此外還有極微量的225
Ac和228
Ac。純化後的227
Ac在185天後與衰變產物達成平衡。它主要進行β衰變（98.8%），以及少量的α衰變（1.2%）。這些衰變的產物都屬於錒衰變系。227
Ac發射的β粒子能量較低（46 keV），α輻射的強度較低，可用樣本也一般很少，所以很難直接探測到227
Ac。因此科學家一般以探測其衰變產物的方法來推算227
Ac的量。
| 同位素 | 合成反應                                                      | 衰變形式        | 半衰期    |
| ------ | ------------------------------------------------------------- | --------------- | --------- |
| 221Ac  | 232Th(d,9n)225Pa(α)→221Ac                                     | α               | 52毫秒    |
| 222Ac  | 232Th(d,8n)226Pa(α)→222Ac                                     | α               | 5.0秒     |
| 223Ac  | 232Th(d,7n)227Pa(α)→223Ac                                     | α               | 2.1分鐘   |
| 224Ac  | 232Th(d,6n)228Pa(α)→224Ac                                     | α               | 2.78小時  |
| 225Ac  | 232Th(n,γ)233Th(β−)→233Pa(β−)→233U(α)→229Th(α)→225Ra(β−)225Ac | α               | 10天      |
| 226Ac  | 226Ra(d,2n)226Ac                                              | α、β−、電子捕獲 | 29.37小時 |
| 227Ac  | 235U(α)→231Th(β−)→231Pa(α)→227Ac                              | α、β−           | 21.77年   |
| 228Ac  | 232Th(α)→228Ra(β−)→228Ac                                      | β−              | 6.15小時  |
| 229Ac  | 228Ra(n,γ)229Ra(β−)→229Ac                                     | β−              | 62.7分鐘  |
| 230Ac  | 232Th(d,α)230Ac                                               | β−              | 122秒     |
| 231Ac  | 232Th(γ,p)231Ac                                               | β−              | 7.5分鐘   |
| 232Ac  | 232Th(n,p)232Ac                                               | β−              | 119秒     |

## 存量及合成

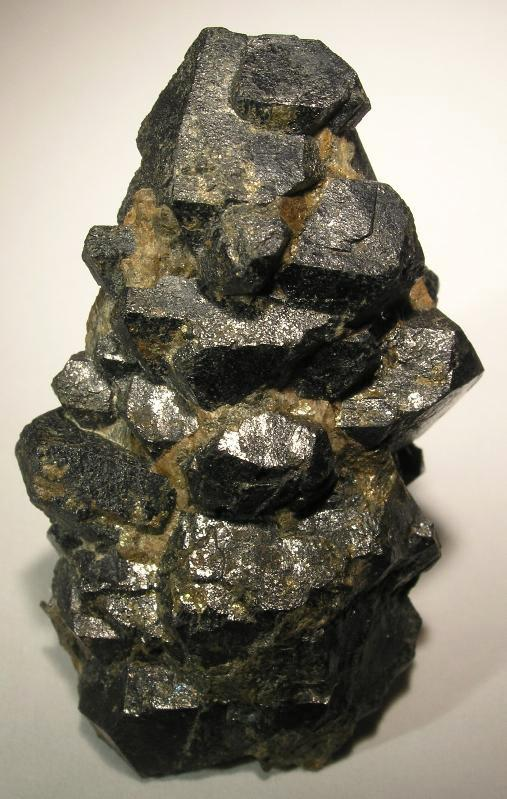
瀝青鈾礦中含有少量的錒元素

錒元素在地球上十分稀少，只有痕量的227Ac同位素出現在鈾礦石中：每噸鈾礦石只含有大約0.2毫克的錒。227Ac是錒衰變系中的其中一個短暫存在的同位素。該衰變鏈始於235U（或239Pu），止於穩定同位素207Pb。225Ac則是錼衰變系中短暫存在的同位素。該衰變鏈始於237Np（或233U），止於近似穩定的209Bi和穩定的205Tl。惟自然界中的錼衰變系早已衰變殆盡，現時地殼中的237Np主要由238U發生核散裂而痕量生成。
含有錒的礦石中也同時含有大量鑭及其他鑭系元素。然而這些元素的化學、物理特性與錒非常接近，再加上錒含量甚為稀少，因此從礦石中分離出錒元素的做法並不實際，科學家也從未完全分離出錒。錒元素則通常是在核反應爐中用中子照射226Ra產生的，每次產量以毫克計。
{\displaystyle \mathrm {^{226}_{\ 88}Ra\ +\ _{0}^{1}n\ \longrightarrow \ _{\ 88}^{227}Ra\ {\xrightarrow[{42.2\ min}]{\beta ^{-}}}\ _{\ 89}^{227}Ac} }
該反應的錒產量約為鐳重量的2%。227Ac可再捕獲中子，形成少量的228Ac。合成過後，錒需從鐳以及其他的衰變產物中分離出來，這些產物包括釷、釙、鉛和鉍。第一種分離法使用噻吩甲酰三氟丙酮和苯的混合溶液。調整該溶液的pH值，可從含衰變產物的溶液中萃取出特定的元素（錒需要pH 6.0左右）。另一種分離法是在硝酸中以適當的樹脂進行負離子交換法，先把鐳和錒與釷分離開來（分離係數為1百萬），再用正離子交換樹脂和硝酸洗脫液把錒從鐳中提取出來（係數為100）。
德國和澳洲的科學家在2000年首次人工合成225Ac。德國超鈾元素研究所所使用的是迴旋加速器，而澳洲的研究人員則使用位於悉尼聖喬治醫院的直線加速器。其合成方法為，對鐳-226目標體進行20至30 MeV能量氘離子撞擊。這一反應同時會產生半衰期為29小時的226Ac同位素，但由於225Ac的半衰期有10天，所以前者不會對後者造成不純。225Ac是一種稀有的同位素，在放射線療法中有潛在的用途。
在1100至1300°C間以鋰氣體對氟化錒進行還原反應，可以產生錒金屬。太高的溫度會使產物氣化，而太低溫則會導致反應不能完全進行。鋰的氟化物揮發性比其他鹼金屬的高，因此最適合用於這一反應中。

## 應用
由於存量稀少，價格昂貴，所以錒目前並無重要的工業用途。
227Ac放射性很強，因此有潛力用於放射性同位素熱電機中，應用範圍包括航天器。227Ac的氧化物和鈹壓製後可以作為高效能中子源，其活度高於一般的鋂﹣鈹和鐳﹣鈹中子源。這些應用利用的其實是227Ac的衰變產物。進行β衰變後所產生的同位素會釋放α粒子，而鈹則用於捕獲這些α粒子，並放出中子。鈹的(α,n)核反應截面較高，因此能高效地將α粒子轉換為中子。該反應的公式如下：
{\displaystyle \mathrm {^{9}_{4}Be\ +\ _{2}^{4}He\ \longrightarrow \ _{\ 6}^{12}C\ +\ _{0}^{1}n\ +\ \gamma } }
227AcBe可用於中子水份儀中，以測量土壤中的水份以及在建造公路時進行濕度、密度的質量檢驗。這類探測儀在測井、中子照相、斷層攝影術及其他放射性化學範疇中都有應用的空間。

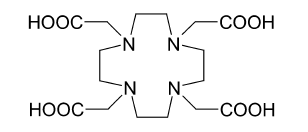
在放射線療法中用於運輸^{225}Ac的DOTA載體的化學結構。

225Ac在醫學中用於製造213Bi，或直接作放射線療法的輻射源。225Ac的半衰期為10天，比213Bi的46小時更適合作放射線治療。225Ac及其衰變產物所釋放的α粒子可以殺死身體內的癌細胞。最大的困難在於，簡單的錒配合物經靜脈注射進入體內後，會積累在骨骼和肝臟中，並停留數十年。持續的輻射在殺死癌細胞後，會引發新的突變。要避免這種問題，可將225Ac與螯合劑結合，例如檸檬酸、乙二胺四乙酸（EDTA）和二乙烯三胺五乙酸（DTPA）。這可降低錒在骨骼中的積累，但從身體排泄的量仍然不高。改用HEHA或耦合至曲妥珠單抗的DOTA（1,4,7,10-四氮雜環十二烷-1,4,7,10-四羧酸）等螯合劑可以增加錒的排泄量。曲妥珠單抗是一種單株抗體，能夠干擾HER2/neu受體。科學家把錒與DOTA結合後注射到老鼠體內，發現療法有效對抗白血病、淋巴瘤、乳癌、卵巢癌、神經母細胞瘤和前列腺癌。
227Ac的半衰期為21.77年，可用來研究海水的緩慢垂直混合作用。這種水流的速度大約為每年50米，因此直接測量是無法得到足夠的精度的。科學家通過探測各同位素在不同深度的相對比例變化，可以推算出混合作用的發生速率。具體的物理原理如下。海水含有均衡分佈的235U。其衰變產物231Pa會慢慢沉澱到海底，所以其濃度會隨深度增加，並在一定的深度以下維持恒等。231Pa再衰變成227Ac。混合作用會把海底的227Ac提升上來，因此227Ac的濃度隨深度一直增加至海底。科學家分析231Pa和227Ac的濃度﹣深度關係，可以間接研究海水的混合作用。

## 安全
227Ac的放射性極強，因此有關的實驗都必須在專業實驗室的手套箱中進行。當三氯化錒經靜脈注射進入老鼠體內後，約33%的錒元素積累在骨骼中，50%進入肝臟。其毒性稍低於鋂和鈽。

## 外部連結
- 元素锕在洛斯阿拉莫斯国家实验室的介紹（英文）
- —— 锕（英文）
- 元素锕在The Periodic Table of Videos（諾丁漢大學）的介紹（英文）
- 元素锕在Peter van der Krogt elements site的介紹（英文）
- WebElements.com – 锕（英文）
- NLM Hazardous Substances Databank – Actinium, Radioactive （页面存档备份，存于）
- Actinium in Haire, Richard G. Morss; Edelstein, Norman M.; Fuger, Jean , 编.  3rd. Dordrecht, The Netherlands: Springer. 2006. ISBN 1-4020-3555-1.